# Codeine (band)
Codeine was een Amerikaanse indierockband, opgericht in 1989 in New York. Ze brachten de twee volledige albums Frigid Stars LP in 1990 en The White Birch uit in 1994. De band ging in 1994 uit elkaar, kort na de publicatie van The White Birch, maar werd in 2012 herenigd om een handvol shows te spelen. Vanwege de langzame en deprimerende muziekstijl van de band worden ze vermeld als een baanbrekende act van wat bekend staat als slowcore of sadcore.

## Bezetting
Laatste bezetting
- Stephen Immerwahr
- John Engle
- Chris Brokaw

Voormalige leden
- Doug Scharin

## Geschiedenis
Codeine werd geformeerd door de leden Stephen Immerwahr (zang, bas), Chris Brokaw (drums) en John Engle (gitaar). Codeine was een pionier in de slowcore- en sadcore-subgenres van indierock, maar met een meer experimentele houding dan andere bands in het genre, zoals Low, Idaho en Red House Painters. Het oorspronkelijke geluid van de band, gekenmerkt door langzame tempo's, Immerwahrs nasale zang en Engle's helder klinkende Telecaster, bleven consistent tijdens hun carrière. Codeine bracht in augustus 1990 hun eerste album Frigid Stars LP uit bij het Duitse label Glitterhouse. Het album verscheen begin volgend jaar bij Sub Pop.
De ep Barely Real werd uitgebracht in november 1992. Immerwahr heeft een aantal nummers na de opnamesessie afgewezen. Sommige van deze nummers zouden opnieuw worden opgenomen voor het laatste album. De song W. is een solo-uitvoering op piano van David Grubbs (van Bastro, Squirrel Bait en Gastr del Sol). Een iets andere full-band versie van het nummer verschijnt op Codeine's volgende album Wird. Brokaw verliet de band na het uitbrengen van Barely Real om fulltime te spelen met zijn andere band Come en nadat Josh Madell van Antietam hem tijdelijk had vervangen voor een Amerikaanse tournee, werd hij permanent vervangen door Rex-drummer Doug Scharin. Codeine's laatste publicatie was het volledige album The White Birch, uitgebracht in mei 1994. David Grubbs nam ook deel aan het album. Na deze publicatie ging de band uit elkaar. Doug Scharin ging verder in Rex en op 44 juni en later als bandleider van HiM. Na de ontbinding van Come werd de oorspronkelijke drummer Chris Brokaw soloartiest en rondreizend muzikant, waaronder drums spelen voor The New Year en gitaar spelen met Thurston Moore van Sonic Youth en met Christina Rosenvinge.
In februari 2012 kondigde Codeine aan dat het op verzoek van Mogwai zou optreden op het zusterevenement I'll Be Your Mirror van All Tomorrow's Parties op 26 mei 2012 in Londen in het Alexandra Palace, samen met andere shows, ter herdenking van een uitgebreide heruitgave van hun opnamen door The Numero Group in juni 2012. De laatste reünieshow van Codeine was op 15 juli 2012 in Le Poisson Rouge in New York.

## Discografie

### Albums
- 1990: Frigid Stars LP, Glitterhouse
- 1994: The White Birch, Sub Pop

### Ep's
- 1992: Barely Real (Sub Pop)

### Singles
- 1990: Castle/Losida Slide Codeine/Surgery (split 7", Glitterhouse)
- 1990: Valmead/Pea Bitch Magnet/Codeine (split 7" en 12", The Communion Label)
- 1990: Pickup Song (7", Glitterhouse)
- 1990: D (7", Glitterhouse, Sub Pop)
- 1991: A L'Ombre De Nous (In Our Shadow)/Produkt Bastro/Codeine (split 7", Sub Pop, Glitterhouse)
- 1992: Realize/Broken Hearted Wine (7", Sub Pop)
- 1992: Sassy Codeine/Velocity Girl/Beat Happening/Sebadoh (split 7", Sub Pop)
- 1993: Ides/Working Holiday Codeine/The Coctails (split 7", Simple Machines)
- 1993: Tom (7", Sub Pop)

### Compilaties
- 2012: When I See the Sun, The Numero Group
- 2015: A Means to an End, Virgin Records